# 和多田充寿
和多田 充寿（わただ みつとし、1976年3月26日 - ）は、兵庫県神戸市出身の元サッカー選手。サッカー指導者。現役時のポジションはFW。
2017年9月にJFA 公認S級コーチライセンスを取得。

## 略歴
御影工業高校、筑波大学を経て、1998年にヴィッセル神戸に入団。2002年にはジェフ市原（現ジェフユナイテッド市原・千葉）に期限付き移籍し、ジョゼフ・ベングロシュ監督に薫陶を受ける。2003年に神戸に復帰。2005年シーズン限りで神戸を戦力外となり、関西リーグのバンディオンセ神戸に移籍した。06/07Jリーグ合同トライアウト第1回、第2回に参加。2007年2月に日本フットボールリーグ(JFL)のFC岐阜に移籍、同年末に契約満了により退団。2008年1月からJFLのFC刈谷に加入、同年シーズン終了後に現役を引退した。
2009年、関西国際大学サッカー部のコーチに就任した。
2018年2月1日より、甲南大学サッカー部の監督を務める。
2022年4月1日より日ノ本学園高等学校女子サッカー部監督に就任した。
2024年4月3日、日本体育大学女子サッカー部（日体大SMG横浜）のヘッドコーチに就任した。

## 所属クラブ
- 1988年 - 1990年 神戸市立歌敷山中学校
- 1991年 - 1993年 神戸市立御影工業高等学校
- 1994年 - 1997年 筑波大学
- 1998年 - 2005年 ヴィッセル神戸
  - 2002年 ジェフユナイテッド市原（期限付き移籍）
- 2006年 バンディオンセ神戸
- 2007年 FC岐阜
- 2008年 FC刈谷

## 個人成績
| 国内大会個人成績 | 国内大会個人成績 | 国内大会個人成績 | 国内大会個人成績 | 国内大会個人成績 | 国内大会個人成績 | 国内大会個人成績 | 国内大会個人成績 | 国内大会個人成績 | 国内大会個人成績 | 国内大会個人成績 | 国内大会個人成績 |
| 年度             | クラブ           | 背番号           | リーグ           | リーグ戦         | リーグ戦         | リーグ杯         | リーグ杯         | オープン杯       | オープン杯       | 期間通算         | 期間通算         |
| 年度             | クラブ           | 背番号           | リーグ           | 出場             | 得点             | 出場             | 得点             | 出場             | 得点             | 出場             | 得点             |
| 日本             | 日本             | 日本             | 日本             | リーグ戦         | リーグ戦         | リーグ杯         | リーグ杯         | 天皇杯           | 天皇杯           | 期間通算         | 期間通算         |
| ---------------- | ---------------- | ---------------- | ---------------- | ---------------- | ---------------- | ---------------- | ---------------- | ---------------- | ---------------- | ---------------- | ---------------- |
| 1998             | 神戸             | 17               | J                | 28               | 2                | 4                | 2                | 2                | 0                | 34               | 4                |
| 1999             | 神戸             | 11               | J1               | 17               | 0                | 2                | 0                | 1                | 0                | 20               | 0                |
| 2000             | 神戸             | 11               | J1               | 26               | 8                | 4                | 1                | 3                | 0                | 33               | 9                |
| 2001             | 神戸             | 9                | J1               | 25               | 6                | 4                | 1                | 2                | 1                | 31               | 8                |
| 2002             | 市原             | 13               | J1               | 12               | 2                | 7                | 1                | 0                | 0                | 19               | 3                |
| 2003             | 神戸             | 19               | J1               | 0                | 0                | 0                | 0                | 0                | 0                | 0                | 0                |
| 2004             | 神戸             | 19               | J1               | 17               | 6                | 1                | 0                | 1                | 0                | 19               | 6                |
| 2005             | 神戸             | 19               | J1               | 16               | 0                | 3                | 0                | 1                | 0                | 20               | 0                |
| 2006             | B神戸            | 24               | 関西1部          | 0                | 0                | -                | -                | 4                | 4                | 4                | 4                |
| 2007             | 岐阜             | 31               | JFL              | 20               | 4                | -                | -                | 2                | 2                | 22               | 6                |
| 2008             | 刈谷             | 8                | JFL              | 11               | 3                | -                | -                | -                | -                | 11               | 3                |
| 通算             | 日本             | 日本             | J1               | 141              | 24               | 25               | 5                | 10               | 1                | 176              | 30               |
| 通算             | 日本             | 日本             | JFL              | 31               | 7                | -                | -                | 2                | 2                | 33               | 9                |
| 通算             | 日本             | 日本             | 関西1部          | 0                | 0                | -                | -                | 4                | 4                | 4                | 4                |
| 総通算           | 総通算           | 総通算           | 総通算           | 172              | 31               | 25               | 5                | 16               | 7                | 213              | 43               |

その他の公式戦
- 1998年
  - J1参入決定戦 1試合1得点

## 代表歴
- 兵庫県国体選抜 1993年
- U-20日本代表 1995年
- ユニバーシアード日本代表 1997年

## エピソード
- 身体能力が高く、ヴィッセル神戸時代に『スーパーサッカー』の俺キンランキングコーナーに出演した際には、その卓越したスローイン飛距離（47メートル）で話題を集めた。スピードランキングでも132キロで3位にランクイン。[要出典]
- ジェフユナイテッド市原所属時代にはホームでジュビロ磐田と2-2で引き分けた試合で、和多田はペナルティーキックを2度外した。ジェフの最初のPKを蹴ったのは和多田。PKキッカーに指名されていた和多田はボールを噴かし、ゴールを大きく外す。次に獲得したPKは阿部勇樹が決める。数分後、ジェフが3つ目のPKは監督からのキッカーの指示は阿部だったが、和多田が蹴りセーブされた[3]。
- 2001年浦和レッドダイヤモンズ戦で相手DFの内舘秀樹にスローインをぶつけて警告を受けた。[要出典]
- 2004年の東京ヴェルディ1969戦では0-0で均衡していた後半30分に三浦知良と交代し、1分後にホージェルからのクロスにヘディングで得点。81分にはアウトにかけた25mのミドルシュートで追加点。和多田の2得点で2-0で勝利を収める。スーパーサブだった2004年は1試合あたりの得点率は2点を超えた。[要出典]
- 2005年のJ1第5節のヴィッセル神戸と川崎フロンターレの試合では、後半35分に川崎の箕輪義信の腹部をプレーとは関係ないところで蹴り、一発退場となった。[要出典]
- 2006年に神戸時代のコーチである松田浩が監督を務めるアビスパ福岡に練習参加したが契約にはいたらなかった 。